# Discografia de Leandro & Leonardo
Este anexo lista a discografia completa da dupla sertaneja Leandro & Leonardo. Ao todo, Leandro & Leonardo contabilizam 17 milhões de discos vendidos. O destaque vai para o álbum Leandro & Leonardo Vol. 4, que vendeu impressionantes 3 milhões de discos, sendo até hoje considerado um dos discos sertanejos mais vendidos da história.

## Álbuns

### Álbuns de estúdio
| Ano  | Detalhes do álbum                                                                          | Certificações (vendas certificadas)            |
| ---- | ------------------------------------------------------------------------------------------ | ---------------------------------------------- |
| 1983 | Leandro & Leonardo[1] - Lançado: 1983 - Gravadora: Embrassom                               | - Vendas totais: 500[carece de fontes?]        |
| 1986 | Explosão de Desejos - Lançado: 1986 - Gravadora: 3M                                        | - ABPD: Ouro - Vendas totais: 150.000          |
| 1987 | Leandro & Leonardo Volume 2 - Lançado: 1987 - Gravadora: 3M                                | - ABPD: Platina - Vendas totais: 250.000       |
| 1989 | Leandro & Leonardo Volume 3 - Lançado: 1989 - Gravadora: Chantecler                        | - ABPD: Diamante - Vendas totais: 1.000.000    |
| 1990 | Leandro & Leonardo Volume 4 - Lançado: 1990 - Gravadora: Chantecler                        | - ABPD: 3× Diamante - Vendas totais: 3.200.000 |
| 1991 | Leandro & Leonardo Volume 5 - Lançado: 1991 - Gravadora: Chantecler                        | - ABPD: 2× Diamante - Vendas totais: 2.000.000 |
| 1992 | Leandro & Leonardo Volume 6 - Lançado: 1992 - Gravadora: Chantecler                        | - ABPD: Diamante - Vendas totais: 1.000.000    |
| 1993 | Leandro & Leonardo Volume 7 - Lançado: 1993 - Gravadora: Chantecler / Warner Music Brasil  | - ABPD: Diamante - Vendas totais: 1.800.000    |
| 1994 | Leandro & Leonardo Volume 8 - Lançado: 1994 - Gravadora: Chantecler / Warner Music Brasil  | - ABPD: Diamante - Vendas totais: 1.500.000    |
| 1995 | Leandro & Leonardo Volume 9 - Lançado: 1995 - Gravadora: Chantecler / Warner Music Brasil  | - ABPD: Diamante - Vendas totais: 1.200.000    |
| 1996 | Leandro & Leonardo Volume 10 - Lançado: 1996 - Gravadora: Chantecler / Warner Music Brasil | - ABPD: 2× Platina - Vendas totais: 500.000    |
| 1997 | Leandro & Leonardo Volume 11 - Lançado: 1997 - Gravadora: Chantecler / Warner Music Brasil | - ABPD: Platina - Vendas totais: 450.000       |
| 1998 | Um Sonhador - Lançado: 1998 - Gravadora: BMG                                               | - ABPD: 3× Diamante - Vendas totais: 3.000.000 |
| 1998 | Só Para Crianças - Lançado: 1998 - Gravadora: Warner Music Brasil                          |                                                |

[1] ^ Álbum retirado da discografia oficial pela dupla.

### Coletâneas
| Ano  | Detalhes do álbum                                                      | Certificações (vendas certificadas)      |
| ---- | ---------------------------------------------------------------------- | ---------------------------------------- |
| 1998 | Sonho por Sonho - Lançado: 1998 - Gravadora: Continental East West     | - ABPD: Platina - Vendas totais: 450.000 |
| 1998 | Em Nome do Amor - Lançado: 1998 - Gravadora: SIGLA                     | - ABPD: Platina - Vendas totais: 450.000 |
| 1998 | Melhores Momentos - Lançado: 1998 - Gravadora: Continental East West   | - ABPD: Platina - Vendas totais: 350.000 |
| 1998 | Dose Dupla - Lançado: 1998 - Gravadora: Continental East West          | - ABPD: Ouro - Vendas totais: 200.000    |
| 1998 | Sucessos de Ouro - Lançado: 1998 - Gravadora: Continental East West    | - ABPD: Ouro - Vendas totais: 200.000    |
| 2005 | Pra Nunca Dizer Adeus - Lançado: 2005 - Gravadora: Warner Music Brasil |                                          |

## Singles
| Ano  | Título                         | Álbum                      |
| ---- | ------------------------------ | -------------------------- |
| 1986 | "Contradições"                 | Explosão de Desejos        |
| 1987 | "Solidão"                      | Leandro & Leonardo Vol. 2  |
| 1987 | "Aconchego"                    | Leandro & Leonardo Vol. 2  |
| 1989 | "Entre Tapas e Beijos"         | Leandro & Leonardo Vol. 3  |
| 1989 | "Quem Será Essa Mulher"        | Leandro & Leonardo Vol. 3  |
| 1989 | "É Por Você Que Canto"         | Leandro & Leonardo Vol. 3  |
| 1990 | "Aqueles Olhos"                | Leandro & Leonardo Vol. 3  |
| 1990 | "Talismã"                      | Leandro & Leonardo         |
| 1990 | "Pense em Mim"                 | Leandro & Leonardo         |
| 1991 | "Cadê Você"                    | Leandro & Leonardo         |
| 1991 | "Desculpe, Mas Eu Vou Chorar"  | Leandro & Leonardo         |
| 1991 | "O Cheiro da Maçã"             | Leandro & Leonardo         |
| 1991 | "Não Aprendi a Dizer Adeus"    | Leandro & Leonardo Vol. 5  |
| 1991 | "Paz na Cama"                  | Leandro & Leonardo Vol. 5  |
| 1991 | "Gostoso Sentimento"           | Leandro & Leonardo Vol. 5  |
| 1992 | "Não Olhe Assim"               | Leandro & Leonardo Vol. 5  |
| 1992 | "A Rotina (Fim de Semana)"     | Leandro & Leonardo Vol. 5  |
| 1992 | "Temporal de Amor"             | Leandro & Leonardo Vol. 6  |
| 1992 | "Esta Noite Foi Maravilhosa"   | Leandro & Leonardo Vol. 6  |
| 1993 | "O Que Eu Sinto é Amor"        | Leandro & Leonardo Vol. 6  |
| 1993 | "Mais Uma Noite Sem Você"      | Leandro & Leonardo Vol. 6  |
| 1993 | "Vem Fazer Amor Comigo"        | Leandro & Leonardo Vol. 6  |
| 1993 | "Mexe, Mexe"                   | Leandro & Leonardo Vol. 7  |
| 1994 | "Diz Que Me Ama"               | Leandro & Leonardo Vol. 7  |
| 1994 | "Bobo"                         | Leandro & Leonardo Vol. 7  |
| 1994 | "O Quanto Nosso Amor Valeu"    | Leandro & Leonardo Vol. 7  |
| 1994 | "Em Nome do Amor"              | Leandro & Leonardo Vol. 7  |
| 1994 | "Dor de Amor Não Tem Jeito"    | Leandro & Leonardo Vol. 8  |
| 1994 | "Diga Pra Mim"                 | Leandro & Leonardo Vol. 8  |
| 1994 | "Mulher Brasileira"            | Leandro & Leonardo Vol. 8  |
| 1995 | "Índia"                        | Leandro & Leonardo Vol. 8  |
| 1995 | "Não Sei Mais Dormir Sozinho"  | Leandro & Leonardo Vol. 8  |
| 1995 | "Festa de Rodeio"              | Leandro & Leonardo Vol. 9  |
| 1995 | "Eu Juro"                      | Leandro & Leonardo Vol. 9  |
| 1995 | "Diz Pra Mim"                  | Leandro & Leonardo Vol. 9  |
| 1996 | "Fui Dando Porrada"            | Leandro & Leonardo Vol. 9  |
| 1996 | "Jogo de Orgulho"              | Leandro & Leonardo Vol. 9  |
| 1996 | "Doce Mistério"                | Leandro & Leonardo Vol. 10 |
| 1996 | "Por Causa Dela"               | Leandro & Leonardo Vol. 10 |
| 1996 | "Sempre Será"                  | Leandro & Leonardo Vol. 10 |
| 1996 | "Horizonte Azul"               | Leandro & Leonardo Vol. 10 |
| 1997 | "Eu Sou Desejo, Você é Paixão" | Leandro & Leonardo Vol. 10 |
| 1997 | "Cerveja"                      | Leandro & Leonardo Vol. 11 |
| 1997 | "Essas Mulheres"               | Leandro & Leonardo Vol. 11 |
| 1997 | "Rumo a Goiânia"               | Leandro & Leonardo Vol. 11 |
| 1997 | "Anarriê"                      | Leandro & Leonardo Vol. 11 |
| 1998 | "Um Sonhador"                  | Um Sonhador                |
| 1998 | "Deu Medo"                     | Um Sonhador                |
| 1998 | "Cumade e Cumpade"             | Um Sonhador                |
| 1998 | "Amor Dividido"                | Um Sonhador                |
| 1999 | "Dia de Rodeio"                | Um Sonhador                |